# Carbondale (Illinois)
Carbondale ist die größte Stadt (mit dem Status „City“) im Jackson County im Süden des US-amerikanischen Bundesstaates Illinois. Carbondale hatte 2020 21.857 Einwohner.
Die Southern Illinois University Carbondale ist eine staatliche Universität in der Stadt. Sie wurde hier 1874 gegründet und hat hier ihren Haupt-Campus.

## Geographie
Carbondales geographische Koordinaten lauten 37° 44′ N, 89° 13′ W (37,726418, −89,220270). Die Stadt liegt im Einzugsgebiet des Big Muddy River, 126 m über dem Meeresspiegel, im Zentrum der Kohleabbaugebiete des südlichen Illinois. Nach den Angaben des United States Census Bureaus hat die City eine Gesamtfläche von 31,4 km2, wovon 30,8 km2 auf Landflächen und 0,6 km2 (= 2,06 %) auf Gewässer entfallen. Eine Enklave befindet sich in Williamson County.
Im Stadtgebiet gibt es mehrere kleine Fließgewässer, unter anderem der Piles Fork im Osten und der Little Crab Orchard Creek im Westen des Stadtgebietes.

## Verkehr
Die Illinois State Route 13 führt als Main Street in Ost-West-Richtung durch Carbondale. Sie wird Downtown vom U.S. Highway 51 gekreuzt, der als Illinois Avenue von Süden nach Norden verläuft. Beide Straßen sind im Zentrum Einbahnstraßen, so dass Route 13 ostwärts über die Walnut Street und US-51 in südlicher Richtung über die University Avenue verlaufen. Alle weiteren Straßen sind County Roads, weiter untergeordnete und zum Teil unbefestigte Fahrwege oder innerstädtische Verbindungsstraßen.

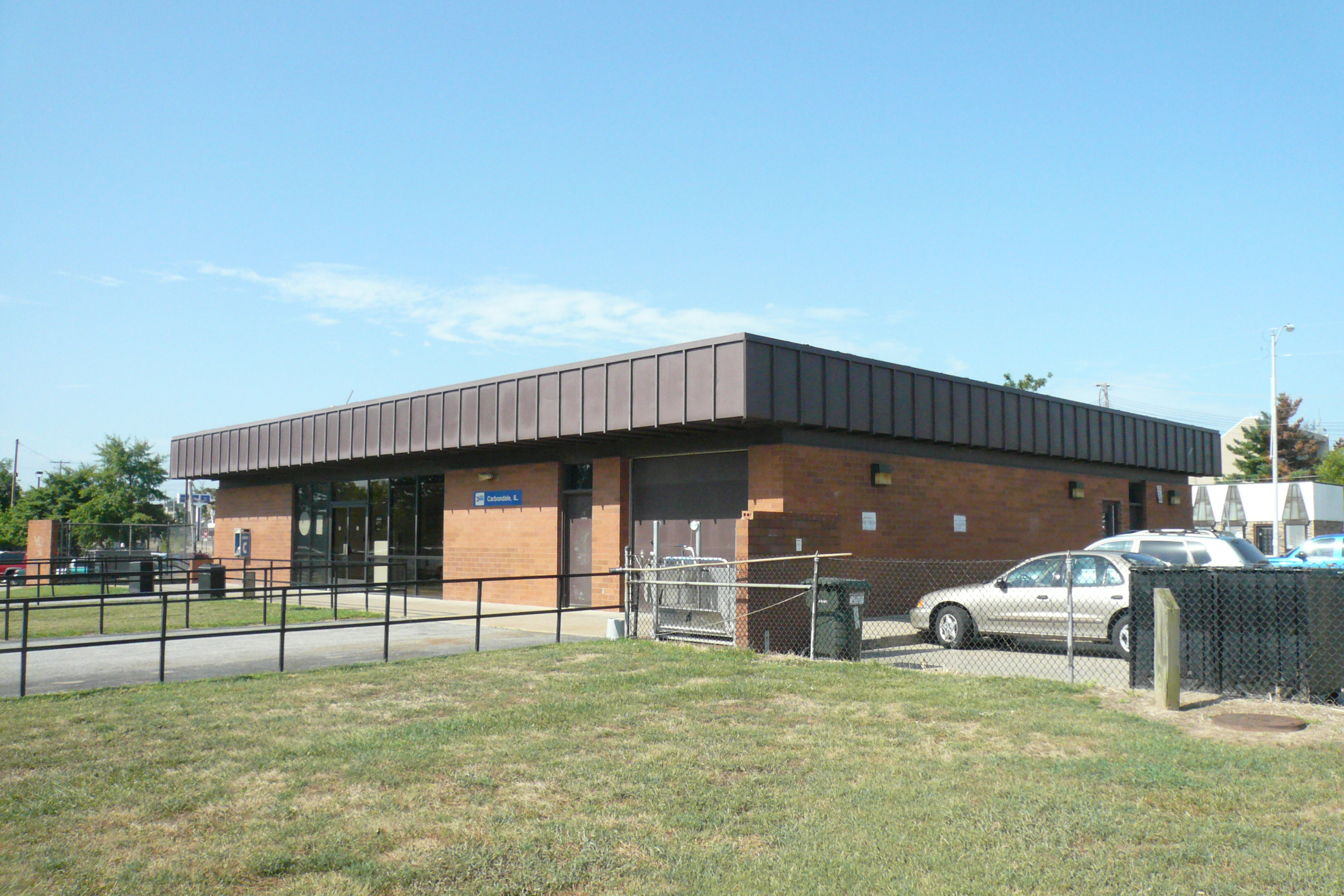
Amtrak-Station in Carbondale

Parallel zum Highway 51 verläuft seit 1854 eine Eisenbahnlinie der früheren Illinois Central Railroad, die heute zur Canadian National Railway gehört. Diese Strecke wird auch von Amtrak genutzt. Dieser landesweit tätige Eisenbahndienstleister, verbindet Carbondale über drei Verbindungen täglich in beiden Richtungen mit Chicago. Eine weitere tägliche Zugverbindung führt nach Memphis und New Orleans. Amtrak-Zug 59, der südwärts fahrende City of New Orleans fährt von Carbondale nach Memphis, Jackson und New Orleans, in der Gegenrichtung Fährt Zug Nr. 58 über Centralia, Effingham, Mattoon, Champaign-Urbana, Kankakee, Homewood zur Chicago Union Station. Carbondale und Chicago werden außerdem durch die Zugpaare 390/391, Saluki, am Vormittag und 392/393, Illini, am Nachmittag verbunden. Beide Zugpaare enden bzw. beginnen in Carbondale.
Die Stadt liegt etwa 20 km entfernt vom Williamson County Regional Airport, von dem aus ein kommerzieller Anbieter viermal täglich eine Flugverbindung nach St. Louis, Missouri anbietet. Der Southern Illinois Airport liegt direkt nordwestlich der Stadt und dient Privatfliegern, der Universität und dem örtlichen Krankenhaus.

## Geschichte
Die Stadt wurde 1852 gegründet. Der Name geht auf den Vorschlag eines der Gründer zurück; Daniel H. Brush hatte angeregt, die Stadt Carbondale zu nennen, weil sie in einem Kohlerevier lag. Das Postamt wurde am 27. Februar 1854 in Betrieb genommen. 1869 wurde Carbondale als Village inkorporiert, vier Jahre später erhielt Carbondale eine neue Charta als City.

### National Register of Historic Places
Das National Register of Historic Places verzeichnet für Carbondale:
| Ref.-Nummer | Name der Ressource                               | Adresse                                                        | Multiple Property Submission? | Aufnahmedatum |
| ----------- | ------------------------------------------------ | -------------------------------------------------------------- | ----------------------------- | ------------- |
| 06000012    | R. Buckminster Fuller and Anne Hewlett Dome Home | 407 S. Forest Ave.                                             |                               | 9. Feb. 2006  |
| 02000457    | Illinois Central Railroad Passenger Depot        | 111 S. Illinois Ave                                            |                               | 9. Mai 2002   |
| 85002839    | Reef House                                       | 411 S. Poplar St.                                              |                               | 14. Nov. 1985 |
| 75000664    | West Walnut Street Historic District             | grob begrenzt von W. Elm, S. Poplar, W. Main und S. Forest St. |                               | 2. Mai 1975   |
| 85003219    | Woodlawn Cemetery                                | 405 E. Main St.                                                |                               | 19. Dez. 1985 |

## Demografische Daten
Nach der Volkszählung im Jahr 2010 lebten in Carbondale 25.902 Menschen in 11.035 Haushalten. Die Bevölkerungsdichte betrug 841 Einwohner pro Quadratkilometer. In den 11.035 Haushalten lebten statistisch je 2,02 Personen.
Ethnisch betrachtet setzte sich die Bevölkerung zusammen aus 62,4 Prozent Weißen, 25,6 Prozent Afroamerikanern, 0,4 Prozent amerikanischen Ureinwohnern, 5,7 Prozent Asiaten sowie 2,5 Prozent aus anderen ethnischen Gruppen; 3,3 Prozent stammten von zwei oder mehr Ethnien ab. Unabhängig von der ethnischen Zugehörigkeit waren 5,4 Prozent der Bevölkerung spanischer oder lateinamerikanischer Abstammung.
12,3 Prozent der Bevölkerung waren unter 18 Jahre alt, 80,3 Prozent waren zwischen 18 und 64 und 7,4 Prozent waren 65 Jahre oder älter. 46,9 Prozent der Bevölkerung war weiblich.

Das mittlere jährliche Einkommen eines Haushalts lag bei 19.214 USD. Das Pro-Kopf-Einkommen betrug 15.030 USD. 42,6 Prozent der Einwohner lebten unterhalb der Armutsgrenze.

## Söhne und Töchter der Stadt
- Larry Kristoff (* 1942), Ringer
- Laurie Metcalf (* 1955), Schauspielerin
- Paul Gilbert (* 1966), Gitarrist

## Partnerstädte
Tainai, Japan
 Tainan, Taiwan
 Shimla, Indien